# Neves FC
El Neves FC es un equipo de fútbol de Portugal que juega en la Primera División de Viana do Castelo, la cuarta categoría de fútbol en el país.

## Historia
Fue fundado en el año 1938 en la ciudad de Vila de Punhe del municipio de Viana do Castelo y toda su historia han sido un club aficionado en donde nunca pasaron de las ligas distritales hasta que en la temporada 2014/15 dieron la sorpresa y ganaron el título distrital por primera vez en su historia y jugarán por primera ocasión a nivel nacional en el Campeonato Nacional de Seniores en la temporada 2015/16, así como su primera oportunidad de jugar en la Copa de Portugal.

## Palmarés
- Primera División de Viana do Castelo: 1

2014/15